# Bonzai3d
bonzai3d — программа для трехмерного моделирования. Создаваемые в bonzai3d с помощью параметрического и динамического моделирования объекты могут использоваться как для быстрого создания простых эскизов, так и для моделирования сложных объектов: архитектурных и дизайнерских проектов, дизайна интерьеров и художественных декораций, промышленного дизайна, презентационных материалов и многого другого. bonzai3d используется как инструмент для концептуального дизайна в начальной стадии BIM.

## Основные возможности
bonzai3d — программа для быстрого создания и редактирования трёхмерной графики.
Проекты bonzai3d сохраняются в формате .BNZ.
Преимущества bonzai3d:
- Интуитивно-понятный интерфейс с пошаговыми подсказками.
- Возможность полноценной работы с твердотельными и поверхностными объектами, а также кривыми, созданными с использованием векторов, кривых Безье и NURBS.
- Удобном управлении параметрами создаваемых объектов.

Интерфейс, рабочее пространство и инструменты напоминают Google SketchUp. В программе реализованы архитектурные инструменты, предназначенные для создания стен, оконных проемов, крыш, лестниц и ландшафта местности. Существует возможность создания и вставки специальных объектов, например, дверей и окон, которые автоматически встраиваются в любой объект с постоянной толщиной. В программе имеются библиотеки компонентов и материалов, которые могут быть дополнены пользователем.

## Импорт и экспорт
bonzai3d поддерживает импорт и экспорт форматов трёхмерной графики, в частности: .3DS, .DWG, .DXF, .SKP, .KMZ.
bonzai3d поддерживает экспорт в форматах растровой графики: JPEG, PNG, BMP и других. Растровые изображения могут быть импортированы в качестве текстур для материалов, в качестве фона пользовательской опорной плоскости или фона проекта.

## Визуализация
Для фотореалистичной визуализации используется встроенный дополнительный плагин RenderZone от AutoDesSys, основанный на технологии от Lightwork Design, Ltd. Кроме того, c версии 2.5.0 поддерживается модуль от Maxwell Render.